# La Croisière sur le Snark
La Croisière du "Snark" (titre original : The Cruise of the Snark) est un récit de voyage de Jack London paru en 1911 (en français en 1913).

## Résumé
L'écrivain raconte son voyage de 1907 à 1909 à travers l'Océan Pacifique et ses nombreuses îles comme Hawaï, la Polynésie, l'Australie. Son épouse Charmian tient un cahier de bord.

## Exposition
En 2017, le Musée d’Arts Africains, Océaniens, Amérindiens (MAAOA) de Marseille, en coproduction avec la Compagnie des Indes, présente dans une exposition itinérante le voyage effectué sur son voilier, le Snark, à travers les îles du Pacifique Sud, entre 1907 et 1909. Cette exposition est ensuite présentée à Bordeaux, au musée d'Aquitaine, fin 2018.